# QSS
A QSS egy magyar punkzenekar.

## Tagok
- Korábbi tagok: Tóth Zoltán, Vojtkó Dezső, Mózsik Imre és Papp Gyuri (György), Bajtai Zoltán (Barangó) Ruff István, Kocsis Richárd
- Jelenlegi tagok: Tóth Zoltán, Veszelszki Norbert (vessy), Kereszty Dániel, Keresztes Richárd.[1]

## Történet
1981-ben Tóth Zoltán és Papp Gyuri alapította Budapesten. Az ország egyik leghíresebb és legkultikusabb zenekarának számít, mert ők az első punk zenekarok között voltak Magyarországon, és a 80-as években nem támogatták ezt a műfajt. Első demófelvételüket 1984-ben rögzítették a Magyar Rádió stúdiójában. A 80-as évek közepén katonaság miatt kénytelenek voltak feloszlani. 
1986-ban újraalakultak, Pályafutásuk alatt többször is feloszlottak. 2015-től új felállással  működnek a mai napig. Többször koncerteztek Magyarországon és külföldön egyaránt. 
Papp György alapította a A tizedes meg a többiek nevű punkzenekart is, 1983-ban. A QSS mára punklegenda lett, a CPg, a Kretens, az ETA, A tizedes meg a többiek zenekarokkal együtt.